# Oratorio dei Filippini
L'oratorio dei Filippini è un edificio religioso costruito da Francesco Borromini tra il 1637 e il 1667 a Roma.

## Costruzione
Tra il 1637 e il 1640 Borromini venne scelto dai confratelli della Congregazione di san Filippo Neri come architetto del nuovo Oratorio da costruire accanto alla chiesa dell'ordine, Santa Maria in Vallicella detta anche la Chiesa Nuova.
Meno vicini, concettualmente, alla tradizione architettonica aulica, i filippini videro in Borromini l'artista impegnato nei confronti della professione esercitata con grande disciplina.
Borromini concepì la distribuzione dei vari ambienti, oratorio, sacrestia, biblioteca, in base ai già sperimentati criteri di funzionalità e di coerenza rappresentativa: si rileva infatti, secondo Paolo Portoghesi, «un tono aulico negli spazi collettivi, dimesso e accogliente quello degli ambienti destinati alla residenza privata».
Borromini incorporò la sacrestia tra un cortile e un giardino, creando una successione di spazi principali affiancati da due lunghi corridoi.
L'artista stesso definì l'oratorio «un corpo umano con le braccia aperte, come che abbracci ogni uno che entri».

## Edificio

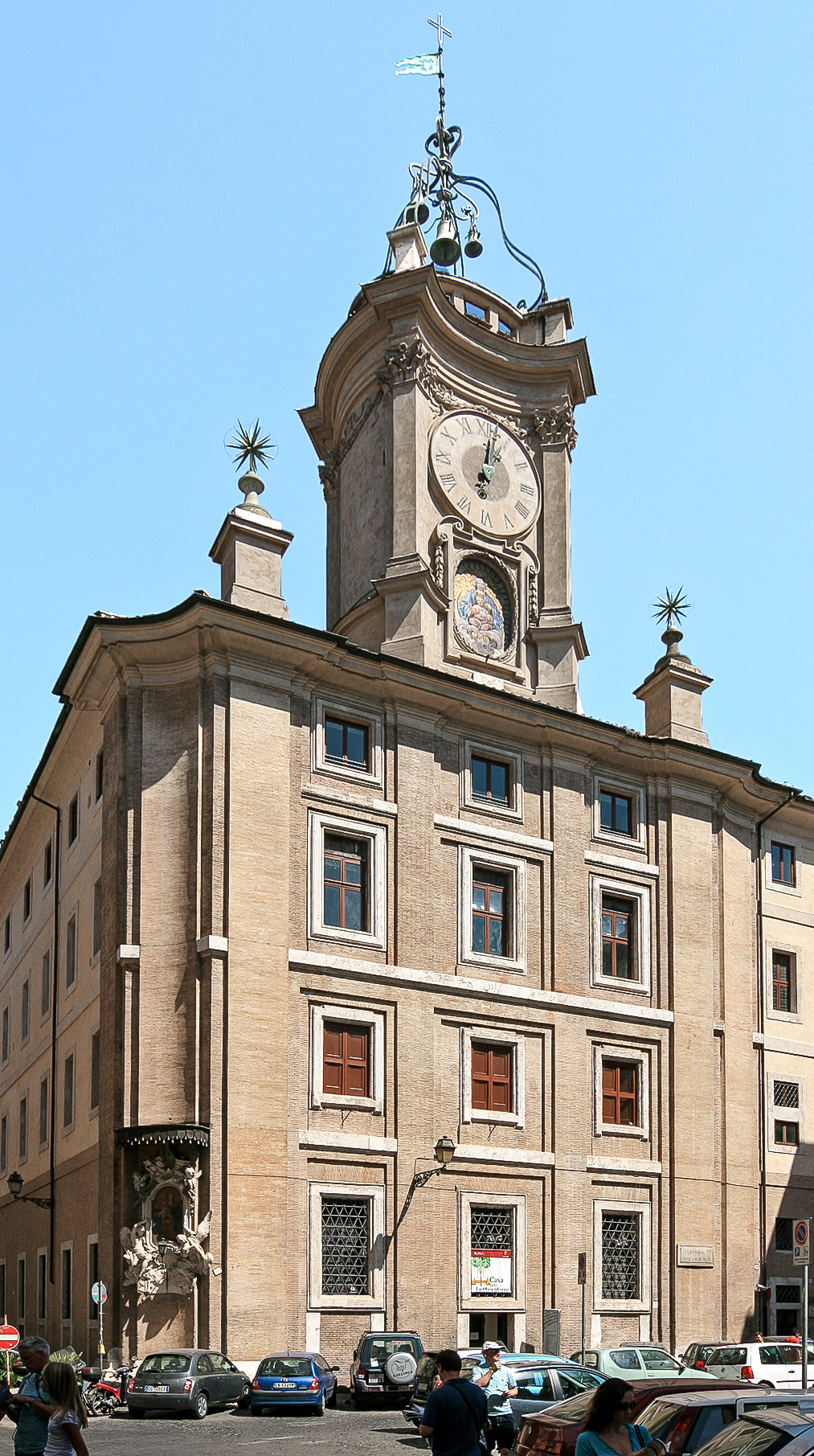
Torre dell'orologio

L'oratorio, in stile barocco, ha una disposizione biassiale, determinata dall'altare sull'asse longitudinale e dall'entrata progettata sull'asse trasversale.
La facciata riassume le novità dello stile austero e tecnicamente rigoroso del Borromini.
Il corpo principale è suddiviso in cinque settori da paraste (lesene) disposte su pianta concava; vivace è il gioco dialettico fra la parte centrale del primo ordine, curva verso l'esterno, e la profondità della nicchia con catino a finti cassetti dell'ordine superiore. La forma del timpano, realizzata per la prima volta con una sagoma mistilinea, genera un movimento curvilineo e angolare.
Costruita in mattoni su richiesta della congregazione, questa facciata consentì a Borromini, particolarmente propenso all'uso di materiali semplici, quali anche lo stucco e l'intonaco, di realizzare la sua rivalutazione integrale di questa tecnica che prevedeva una "fodera" di laterizio sulla muratura mista, con successiva arrotatura dei mattoni, stuccatura e stilatura dei giunti.
Borromini ricerca anche effetti di policromia attraverso l'uso di mattoni e tessiture diverse, riducendo i valori di profondità chiaroscurale, ma esaltando l'espressività dell'intera struttura. La zona centrale della facciata e le sue paraste sono in mattoni sottili, a giunti finissimi (2–3 mm) e di colore giallo paglierino, risaltando rispetto alle parti restanti della facciata, di mattoni normali di colore rosato, con giunti stilati di 1 cm circa, scandite da paraste realizzate anch'esse di laterizio con riquadri ad imitazione del bugnato.

La soluzione d'angolo dispone le paraste giganti fatte invece di mattoni sottili, in modo da annullare l'angolo, sostituito da una porzione muraria concava. Con un virtuosismo derivato dalla grande competenza tecnica di Borromini e dalla pratica del cantiere. Il laterizio, accuratamente levigato in opera mediante la tecnica della sagramatura diventa una materia da plasmare come risulta evidente anche dai particolari costruttivi delle cornici e delle aperture.

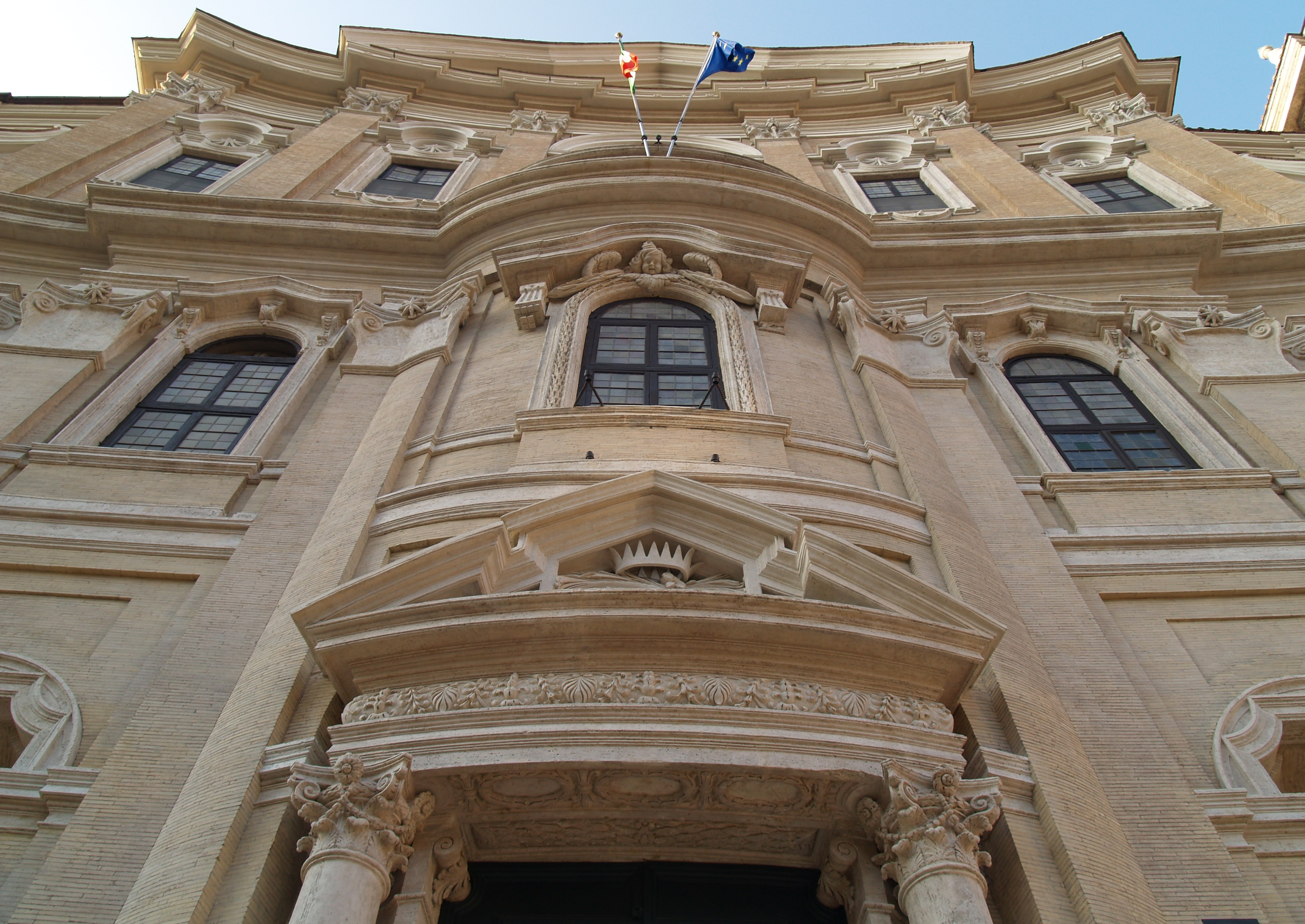
particolare della facciata
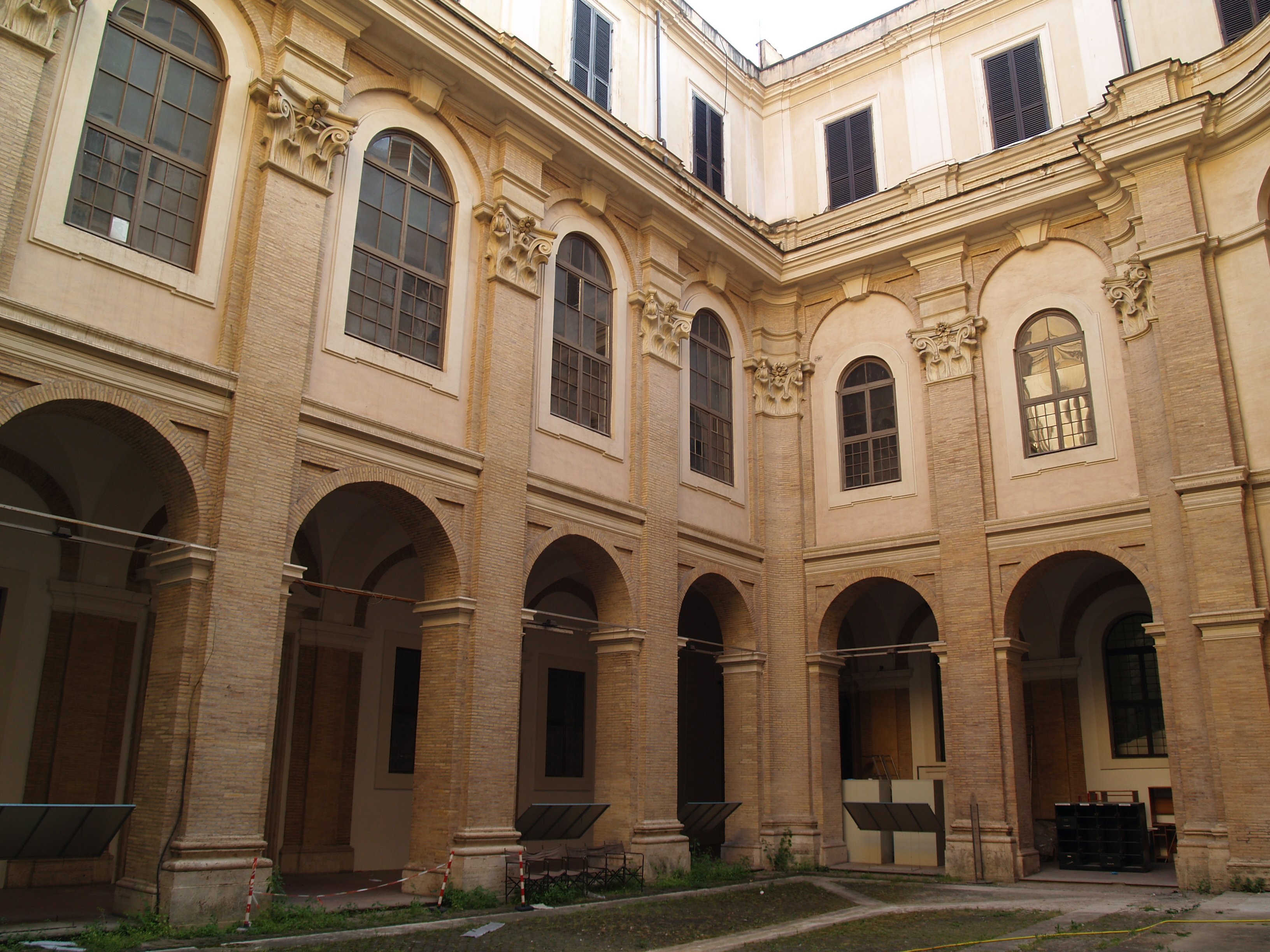
Cortile interno
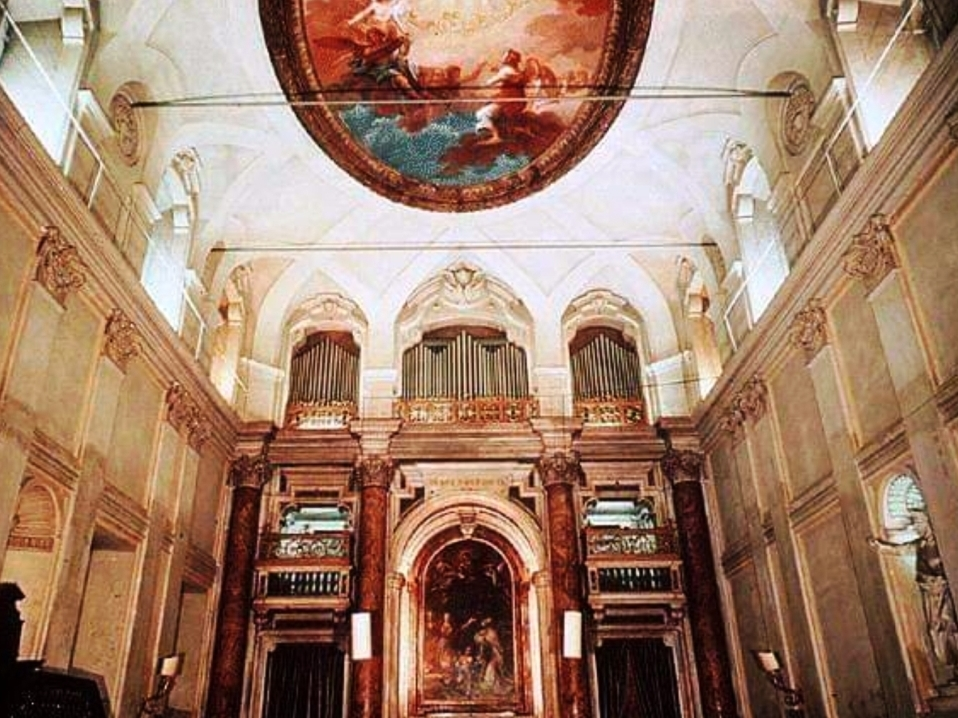
Oratorio

## Storia
Nel 1600 fu eseguito qui quello che è considerato uno dei primi esempi della forma musicale dell'oratorio, la Rappresentatione di anima et corpo di Emilio de' Cavalieri.
L'edificio fu requisito dallo Stato nel 1870, e fu per trent'anni sede di tribunali. Dal 1922 è sede dell'Archivio Storico Capitolino, e dal 1924 anche dell'Istituto storico italiano per il medio evo (su Piazza dell'Orologio). Dal 2000 è sede della Casa delle Letterature, prima Casa del sistema culturale cittadino romano. Vi ha sede anche, su via dei Filippini, il Teatro dell'Orologio.